# Oudon (affluent de la Dives)
Pour les articles homonymes, voir Oudon (homonymie).
L'Oudon est une rivière française, affluent de la Dives, qui coule dans le département du Calvados, en région Normandie.

## Géographie
L'Oudon prend sa source aux Moutiers-en-Auge et se jette dans la Dives entre Bretteville-sur-Dives et Ouville-la-Bien-Tournée, près du lieu-dit l'Oudon, après un parcours de 26,2 kilomètres.

### Hydronymie, toponymie
L'Oudon a donné son hydronyme à la commune de L'Oudon créée en 1973 par l'association de dix communes, devenue commune déléguée de la commune nouvelle de Saint-Pierre-en-Auge en 2017.

### Organisme gestionnaire
L'organisme gestionnaire est le SMBD ou Syndicat Mixte du Bassin de la Dives, sis à Saint-Pierre-en-Auge.

## Affluents
- ruisseau d'Abbeville (rg[note 1]),
- ruisseau des Aneries (rd),
- ruisseau de la Fontaine (rd,
- l'Aubette (rd),
- ruisseau de Courville (rd)